# Swerve Strickland
Stephon Strickland (30 de septiembre de 1990) es un luchador profesional estadounidense que actualmente trabaja para All Elite Wrestling bajo el nombre de Swerve Strickland. También compite en el circuito independiente bajo el nombre de Swerve the Realest (a veces estilizado como Sw3rve the Realest). 
Shane ha trabajado principalmente para Lucha Underground (LU)  bajo el nombre de Killshot y Evolve donde fue campeón máximo y en la WWE luchó con el nombre de Isaiah "Swerve" Scott. Strickland es conocido por su trabajo en la Combat Zone Wrestling (CZW), donde ganó el CZW Campeonato conexión de cable de televisión dos veces.
Silvestry ha sido tres veces Campeón Mundial al haber sido el Campeón Mundial Peso Pesado de CZW y el Campeón Mundial Peso Pesado de la MLW y el Campeón Mundial de AEW. Entre otros logros destaca haber sido una vez el Campeón Norteamericano de NXT, una vez Campeón Mundial en Parejas de AEW, una vez Campeón de Tríos de Lucha Underground, una vez Campeón de Evolve y una vez Campeón de Televisión por Cable de CZW.

## Carrera

### Combat Zone Wrestling (2012-2019)
Strickland hizo su debut en CZW el 4 de febrero de 2012 en un dark match. El 10 de marzo de 2012, a Asalto Aéreo, Strickland participó en el evento principal, un Best Of The Best Asalto 11 de clasificación aérea partido de la eliminación ganado por Samuray del Sol. El 10 de noviembre de 2012, en la noche de la infamia 11, Strickland participó en un abierto desafío CZW Wired TV, pero fue derrotado por el campeón AR Fox. 
Entonces, Strickland comenzó una pelea con Joe Gacy. En Dojo Wars 6, Strickland perdió el título contra Gacy. Sin embargo, Strickland recuperó el título dos semanas más tarde en Dojo Wars 7. En octubre de 2014, Strickland participó en el Torneo Mundial de triángulo, un torneo en poder de Westside Xtreme Lucha, Lucha contra la Zona de la lucha libre y el Big Japan Pro-Wrestling. Strickland terminó con 3 puntos en el Block B. Por último, en jaula de la muerte XVI, Gacy derrotado Strickland por el título.

### Lucha Underground (2015-2018)
En 2015, se anunció Strickland apareció en Lucha Underground como un luchador enmascarado llamado Killshot.  Killshot, junto con Gran Ryck y The Mack participó en un torneo por el Campeonato de LU Tríos, pero fueron derrotados en los finales de los eventuales ganadores Angélico, Son of Havoc y Ivelisse. En la temporada 2, Killshot se le dio la historia de fondo de un veterinario militar que lleva placas de identificación para honrar la memoria de sus compañeros caídos. Su primera pelea comenzó con Marty Martínez después de Marty robó sus placas de identificación después de una lucha entre ellos terminó sin ganador. Luego procedió a devolverlos a Killshot una semana más tarde antes de una pelea por equipos de 6 hombres por tres medallones Aztecas que fueran necesarios para una siguiente lucha por el título vacante Campeonato de Regalo de los Dioses. Su equipo obtuvo la victoria, sin embargo Martínez sería entonces una vez más robar las placas de identificación.

### Lucha Libre AAA Worldwide (2018)
Strickland hizo su debut en AAA, teniendo una lucha en Triplemanía XXVI por el Campeonato Mundial de Peso Crucero de AAA donde se enfrentó a ACH, Australian Suicide y a Sammy Guevara este último saliendo ganador y convirtiéndose en el nuevo campeón.

### WWE (2019-2021)

#### NXT Wrestling (2019-2021)
El 17 de abril de 2019, se anunció en las redes sociales de la WWE que Strickland había sido uno de los tres nuevos firmantes de  NXT y comenzó en el WWE Performance Center junto con Kushida y Garza Jr..
En el NXT del 15 de enero de 2020 derrotó a Lio Rush y a Tyler Breeze en una Triple Threat Match ganando una oportunidad al Campeonato de Peso Crucero de NXT de Angel Garza en una Fatal 4-Way Match en Worlds Collide. En Worlds Collide se enfrentó a Angel Garza, Travis Banks & Jordan Devlin en una Fatal 4-Way Match por el Campeonato de Peso Crucero de NXT de Garza, sin embargo ganó Devlin. Y en el NXT del 5 de febrero fue derrotado por Angel Garza.
En el NXT del 26 de agosto, se enfrentó a Santos Escobar por el Campeonato de Peso Crucero de NXT, sin embargo, perdió. La siguiente semana en NXT Super Tuesday, junto a Breezango (Fandango & Tyler Breeze) derrotaron a El Legado del Fantasma (Santos Escobar, Joaquin Wilde & Raul Mendoza) en un 6-Man Tag Team Street Fight Match.
En el NXT del 15 de octubre, junto a Ashante Adonis & Jake Atlas encararon al Legado del Fantasma

#### WWE 205 Live (2019-2020)
En 205 Live se enfrentó al Campeón de Peso Crucero de la WWE Drew Gulak cayendo derrotado. Un mes después en 205 Live fue parte del Team Lorcan (Oney Lorcan, Humberto Carrillo, Jack Gallagher, Akira Tozawa & él) derrotando al Team Gulak (Drew Gulak, Tony Nese, Ariya Daivari, Mike Kanellis & Angel Garza Jr.) en un Captain's Challenge Match, donde fue eliminado por Gulak. En el 205 Live del 25 de octubre "Swerve" derrotó a Ariya Daivari.
Comenzando el 2020, junto a Lio Rush derrotaron a The Singh Brothers (Samir & Sunil). En el 205 Live del 13 de marzo, siendo parte del Team NXT, junto a Kushida, Tyler Breeze, Danny Burch & Oney Lorcan se enfrentaron al Team 205 Live Originals (Tony Nese, Mike Kanellis, Jack Gallagher, The Brian Kendrick & Ariya Daivari) en un 10-Man Tag Team Elimination Match, eliminando a Ariya Daivari y a The Brian Kendrick, y junto a KUSHIDA ganaron el combate para su equipo. La siguiente semana en 205 Live derrotó a Oney Lorcan, en el siguiente 205 Live derrotó a Joaquin Wilde.
En el 205 Live emitido el 22 de mayo, derrotó a Tyler Breeze.

#### SmackDown (2021)
Como parte del Draft de 2021 el cual no serán drafteados hasta después del PPV Crown Jewel 2021, Scott, junto con el resto de Hit Row (B-Fab, Top Dolla y Ashante "Thee" Adonis), fueron reclutados para la marca SmackDown.
El 18 de noviembre de 2021, fue despedido de la empresa, junto con otros luchadores y personal de planta administrativos.

### All Elite Wrestling (2022-presente)
El 6 de marzo de 2022, durante el PPV Revolution de All Elite Wrestling, fue anunciado por Tony Schiavone como nuevo miembro de la compañía, bajo el nombre de Shane "Swerve" Strickland, aunque después fue Swerve Strickland.

## En lucha
- Movimientos finales
  - 450° splash,[7] sometimes while performing a corkscrew[8]
  - JML Driver (Electric chair dropped into a half nelson wheelbarrow driver)[9]
  - Swerve Stomp (Diving double foot stomp to a seated opponent's chest)[10][11]
- Movimientos de firma
  - Axe kick[10]
  - Calamity Trigger (Spinning flip piledriver from the corner)[11]
  - Jumping DDT[10]
  - Rolling thunder into a jumping cutter[12]
  - Space Jam (Reverse piledriver hold lifted and dropped into a double knee facebreaker)[10][11]
- Apodos
  - "Swerve"
  - "The New Flavor"
  - "King of Swerve"[13]

## Campeonatos y logros
- All Elite Wrestling
  - AEW World Championship (1 vez)

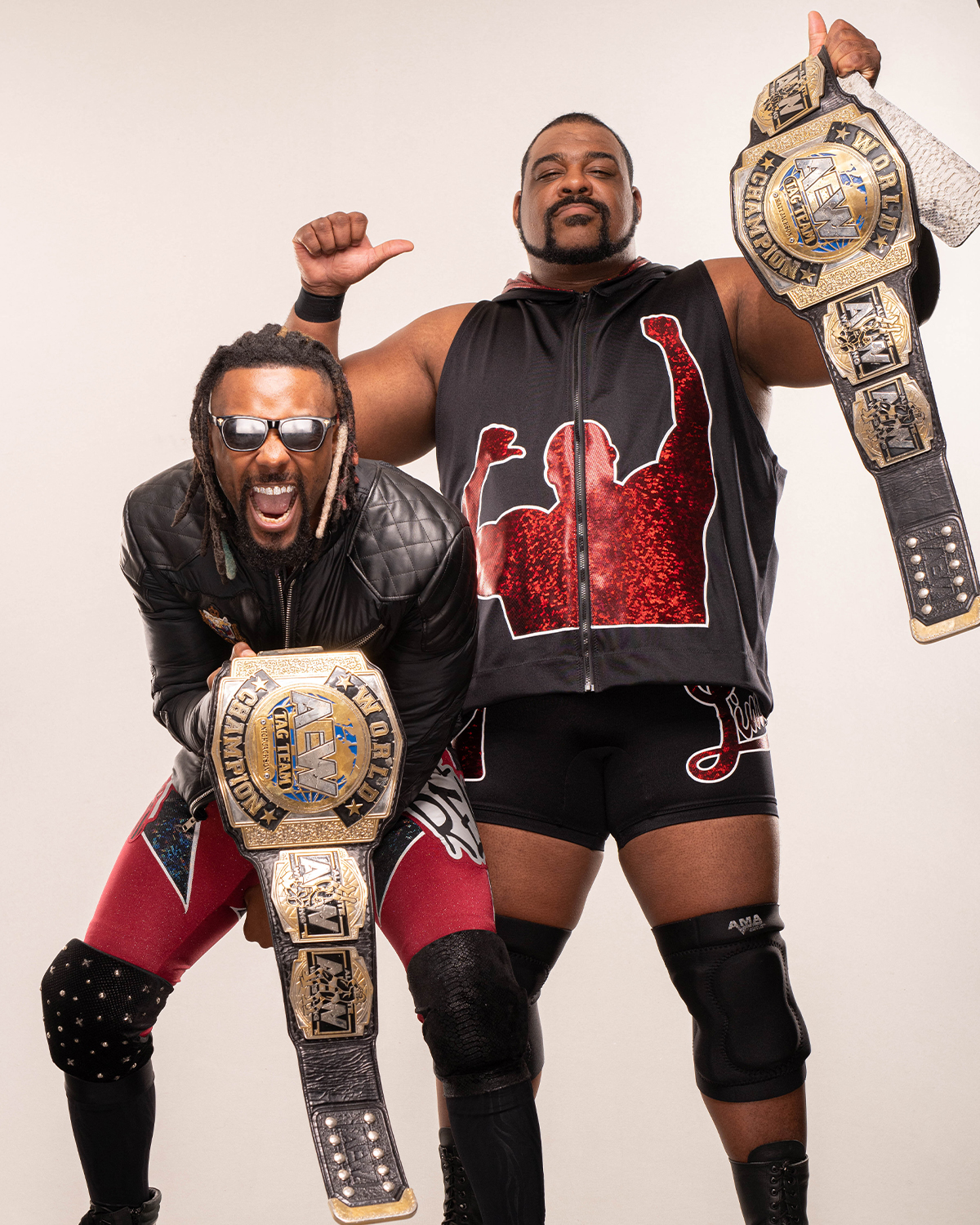
Swerve Strickland como Campeón Mundial en Parejas de AEW junto a Keith Lee.

  - AEW World Tag Team Championship (1 vez) – con Keith Lee

- Combat Zone Wrestling
  - CZW World Heavyweight Championship (1 vez)
  - CZW Wired TV Championship (2 veces)[10]

- DEFY Wrestling
  - DEFY World Championship (3 veces)
  - DEFY Tag Team Championship  (1 vez) – con Christopher Daniels
  - Interim Defy World Championship (1 vez, actual)

- Evolve Wrestling
  - Evolve Championship (1 vez)

- Gorund Xero Wrestling
  - GXW Respect Championship (1 vez)

- Lucha Underground
  - Lucha Underground Trios Championship (2 veces) – con AR Fox y Willie Mack (1) y con The Mack y Son of Havoc (1)[14]

- Major League Wrestling
  - MLW World Heavyweight Championship (1 vez)

- Next Generation Wrestling
  - NGW Championship (1 vez)

- PCW Ultra
  - PCW Ultra Heavyweight Championship (1 vez)
  - PCW Ultralight Championship (1 vez)

- Vicious Outcast Wrestling
  - VOW Hyper Sonic Championship (1 vez)

- Westside Xtreme Wrestling
  - wXw World Tag Team Championship (1 vez) – con David Starr
  - wXw Tag Team League (2016) – con David Starr

- World Wrestling Entertainment/WWE
  - NXT North American Championship (1 vez)

- WrestleCircus
  - WrestleCircus Ringmaster Championship (1 vez)

- Pro Wrestling Illustrated
  - Clasificado en el puesto n.º 435 en los PWI 500 de 2013[15]
  - Clasificado en el puesto n.º 340 en los PWI 500 de 2014[16]
  - Clasificado en el puesto n.º 340 en los PWI 500 de 2015[17]
  - Clasificado en el puesto n.º 258 en los PWI 500 de 2016[18]
  - Clasificado en el puesto n.º 227 en los PWI 500 de 2017[19]
  - Clasificado en el puesto n.º 221 en los PWI 500 de 2018[20]
  - Clasificado en el puesto n.º 246 en los PWI 500 de 2019[21]
  - Clasificado en el puesto n.º 191 en los PWI 500 de 2020[22]
  - Clasificado en el puesto n.º 185 en los PWI 500 de 2021[23]
  - Clasificado en el puesto n.º 82 en los PWI 500 de 2022[24]
  - Clasificado en el puesto n.º 112 en los PWI 500 de 2023[25]
  - Clasificado en el puesto n.º 2 en los PWI 500 de 2024[26]